# Sientimientalnyj roman
Sientimientalnyj roman (ros. Сентиментальный роман) – radziecki melodramat z 1976 roku, w reżyserii Igora Maslennikowa, na motywach powieści Wiery Panowej.

## Fabuła
Akcja filmu rozgrywa się w latach 20. XX w. Początkujący dziennikarz Szura Siewastjanow broni się przed miłością do Zoi, która zapatrzona w niego słucha, jak ukochany opowiada jej o komunizmie. Zoja pochodzi z rodziny mieszczańskiej, która chce ją wydać za nieznanego jej człowieka. Szura pomaga jej uciec z domu i decyduje, że zamieszkają razem. Zoja znajduje pracę w kawiarni.
Idyllę przerywa wyjazd Szury, który wyjeżdża do wsi Margaritowka, aby napisać o tamtejszym kołchozie. Po powrocie nie zastaje Zoi, która została aresztowana za współudział w przestępstwie. Szura próbuje ją uwolnić i udaje się do prokuratora, który prowadzi jej sprawę. Zoja jednak nie chce już wrócić do Szury.

## Obsada
- Nikołaj Dienisow jako Szura Siewastjanow
- Elena Korieniewa jako Zoja
- Siergiej Migicko jako Siomka Gorodnicki
- Ludmiła Gurczenko jako Marija Pietriczenko
- Natalja Nazarowa jako Liza
- Walentina Titowa jako Marianna
- Boris Gałkin jako Stiepan
- Nikołaj Waljano jako kierownik kawiarni
- Nikołaj Karaczencow jako brat Zoi
- Anna Maslennikowa jako Marusia
- Michaił Bojarski jako Akopian